# Battalus
Battalus is een geslacht van spinnen uit de familie van de loopspinnen (Corinnidae).

## Soorten
- Battalus adamparsonsi Raven, 2015
- Battalus baehrae Raven, 2015
- Battalus baehrae Raven, 2015
- Battalus bidgemia Raven, 2015
- Battalus boolathana Raven, 2015
- Battalus byrneae Raven, 2015
- Battalus diadens Raven, 2015
- Battalus helenstarkae Raven, 2015
- Battalus microspinosus Raven, 2015
- Battalus rugosus Raven, 2015
- Battalus semiflavus (Simon, 1896)
- Battalus spinipes Karsch, 1878
- Battalus wallum Raven, 2015
- Battalus zuytdorp Raven, 2015